# Symphonie no 1 de Rubinstein
Pour les articles homonymes, voir Symphonie nº 1.
La Symphonie no 1 opus 40, en fa majeur, est une symphonie d'Anton Rubinstein. Composée en 1849, elle comporte quatre mouvements. 

## Contexte
Au printemps 1849, Rubinstein quitte Saint-Pétersbourg et s'installe à Moscou auprès de sa mère et de ses frères et sœurs. C'est alors qu'il compose sa première symphonie, qui sera aussi la première écrite par un compositeur russe. Il l'achève à la fin de cette même année et retourne à Saint-Pétersbourg où il dirige la première le 8 janvier 1850, lors d'un concert de l'Université. 
Il dédie sa symphonie à Julius Rietz. La publication est faite en 1859 par C.F. Kahnt.

## Structure

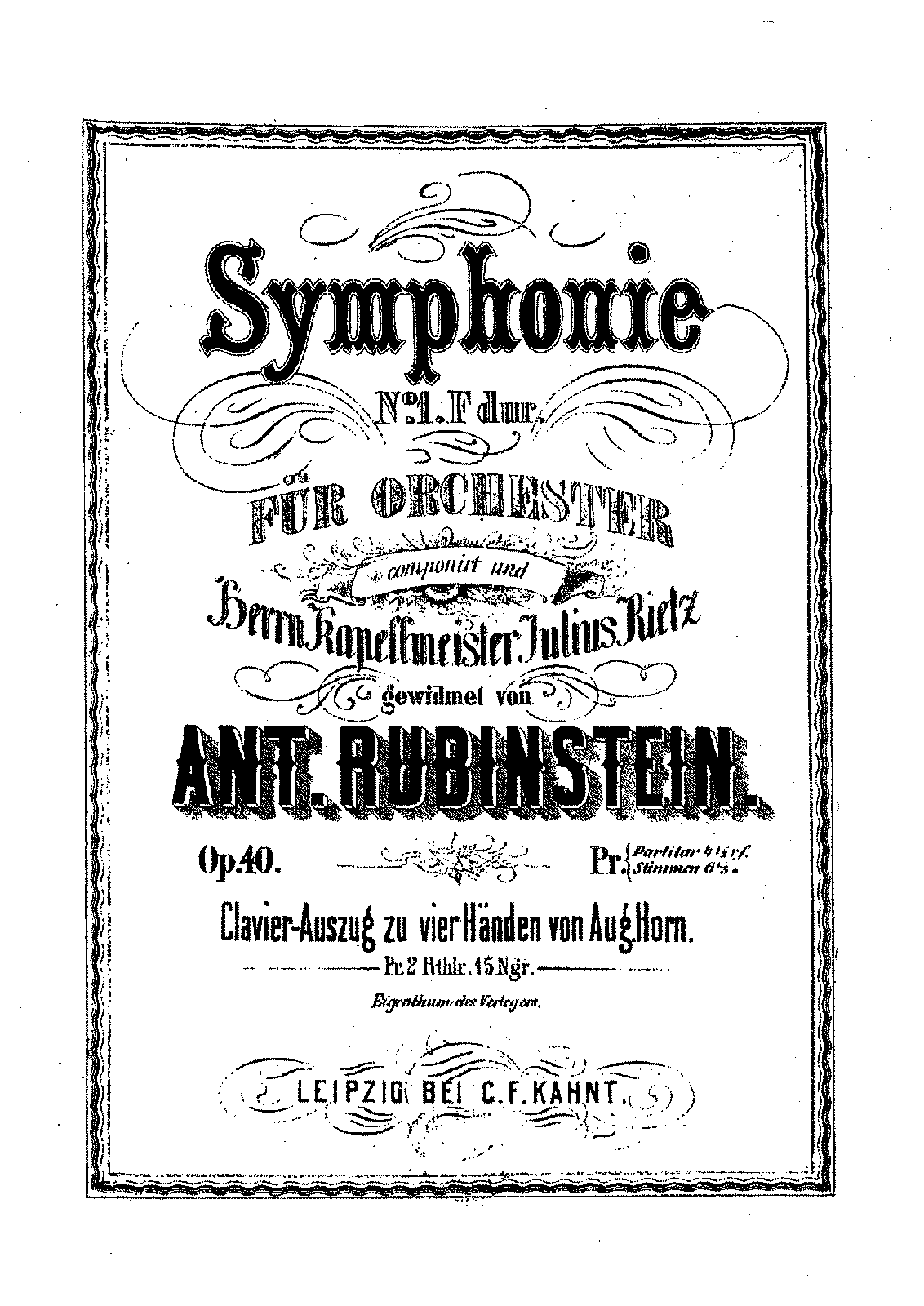
Couverture de la partition de la Symphonie n°1 d'Anton Rubinstein.

La Symphonie se compose de quatre mouvements :
1. Allegro con fuoco
2. Allegro
3. Moderato
4. Allegro

Sa durée est d'environ 36 minutes.

## Instrumentation
| Instrumentation de la Symphonie no 1                                 |
| Bois                                                                 |
| 1 piccolo, 2 flûtes, 2 hautbois, 2 clarinettes, 2 bassons            |
| Cuivres                                                              |
| 4 cors, 2 trompettes, 3 trombones                                    |
| Percussions                                                          |
| timbales                                                             |
| Cordes                                                               |
| premiers violons, seconds violons, altos, violoncelles, contrebasses |

## Analyse
La symphonie s'ouvre dans une ambiance finement mendelssohnienne, démentant toute suggestion de hâte insouciante, une accusation portée plus tard contre lui. 
Le deuxième mouvement offre un contraste d'ambiance, rappelant inévitablement l'œuvre du maître antérieur du Scherzo, tout comme le mouvement lent suggère de temps à autre la marche inquiétante des pèlerins, qu'ils soient italiens ou non. 
Un matériau thématique joyeux, avec une touche occasionnelle des Hébrides, apporte la fin heureuse nécessaire à une symphonie qui allie compétence technique et charme considérable.

## Réception
Hermann Kretzschmar, célèbre musicologue allemand, a résumé l'opinion générale dans son Führer durch den Konzertsaal  en 1887 : «La Première Symphonie est née à l'apogée de l'école de Mendelssohn, dont les traces sont perceptibles dans ses deux premiers mouvements. Les mouvements ultérieurs sont plus indépendants et nous font regretter l'oubli qui s'est abattu sur l'œuvre dans son ensemble».

## Discographie
- Orchestre Philharmonique de l'État Tchécoslovaque (Kosice) dirigé par Robert Stankovski (1989) - Marco Polo / Naxos